# 처녀와 건달들
《처녀와 건달들》(Please Believe Me)는 미국에서 제작된 노먼 토로그 감독의 1945년 로맨틱 코미디 영화이다. 데버러 카, 로버트 워커, 피터 로퍼드 등이 주연으로 출연하였고 밸 류턴 등이 제작에 참여하였다.

## 줄거리
런던 여성 앨리슨은 제2차 세계 대전 때 알게 된 미국 군인이 자신에게 텍사스주 농장을 물려줬다는 사실을 알게 된다. 앨리스는 자신이 큰 재산을 갖게 됐다고 착각하며 미국으로 향한다. 배에서 만난 도박 중독의 빚쟁이 테런스, 백만장자 제러미, 제러미의 가난한 변호사 친구 매슈는 동시에 앨리슨에게 관심을 보인다. 그러나 곧 매슈는 앨리슨이 제러미를 등쳐먹기 위해 사기를 치고 있다고 의심하기 시작한다.

## 출연

### 주연
- 데버러 카 - 앨리슨 커비
- 로버트 워커 - 테런스 키스
- 마크 스티븐스 - 매슈 킨스턴
- 피터 로퍼드 - 제러미 테일러

### 조연
- 제임스 위트모어
- J. 캐럴 내시
- 스프링 바이잉턴